# バザルー
バザルー（Besalú）は、スペイン・カタルーニャ州ジローナ県のムニシピ（基礎自治体）。ガローチャ郡に属する。フルビア川とカペリャダス川に挟まれ、古名はビスルドゥヌム(Bisuldunum)といった。

## 歴史
中世半ばの10世紀にはすでに丘の上に建てられ、その名が記されていたバザルー城が町の基礎となった。丘の上には聖母マリアへ捧げた礼拝堂もあった。現在の市街地はかつての名残をとどめていないが、重要な建物の存在（橋、ユダヤ人浴場、サン・ペラ・イ・サン・ジュリア修道院、巡礼者病院、コルネリャー邸、サン・ビセンテ教会など）が中世の都市計画を読み解く大きな手がかりとなっている。
中世のバザルーは、首尾一貫とした建築と都市計画構造が許されていた。バザルーには貴重かつ数少ない中世カタルーニャ建築のひとつが存在する。
バザルー最初の独立した伯爵はバルセロナ家のミロ1世（2世、ギフレ多毛伯の子）であった。902年、ギフレ多毛伯時代には独立した伯領の首都という扱いであった。しかし、バルセロナ伯ラモン・バランゲー3世時代、バザルー伯ベルナト3世を最後にバザルー伯家は断絶し、最も血縁の近いバルセロナ伯がバザルー伯領を継承した。
半島戦争の最中の戦いで、フアン・クラロース率いるスペイン軍をバザルーは退けた。

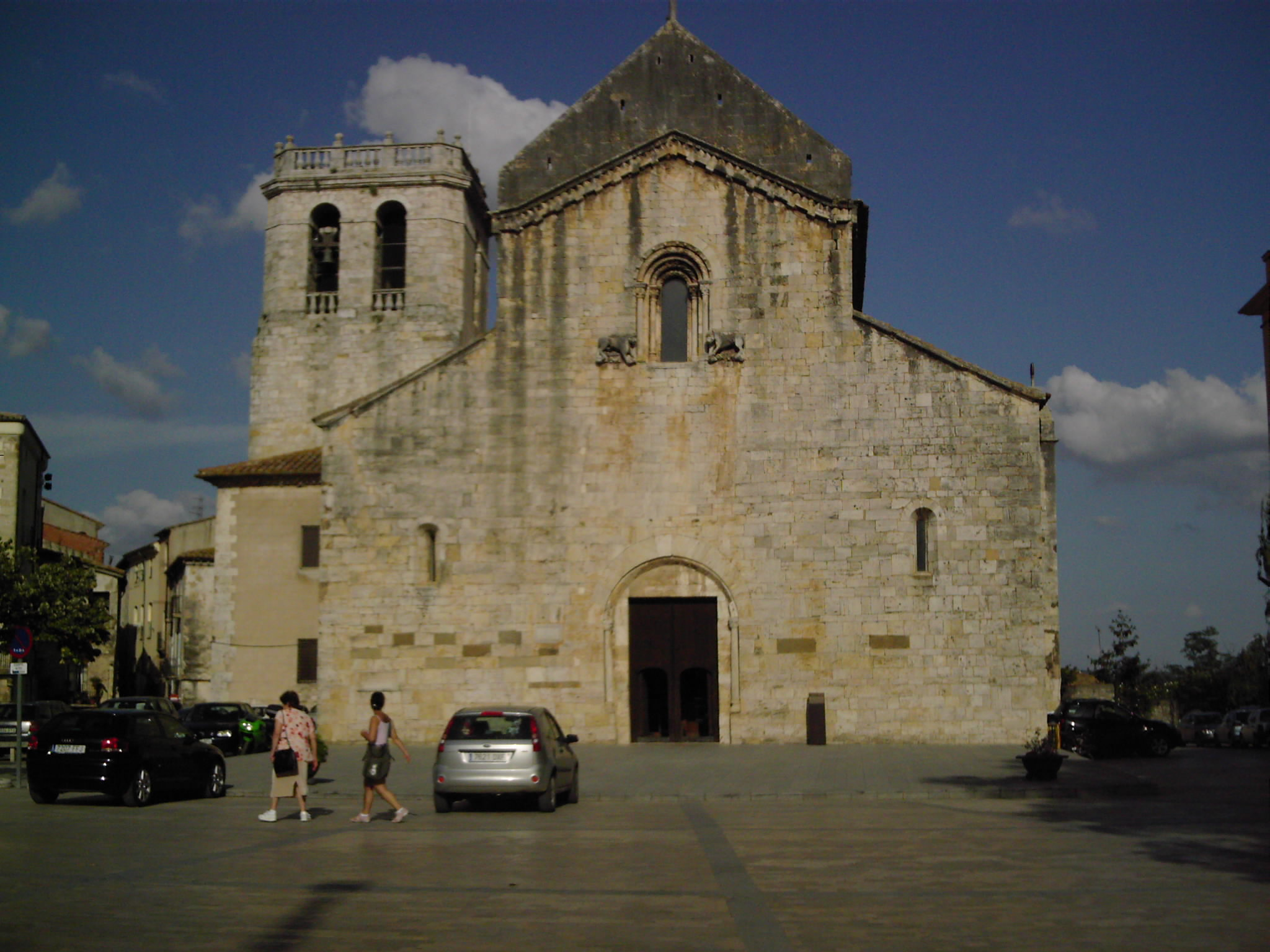
サン・ペラ・イ・サン・ジュリア修道院
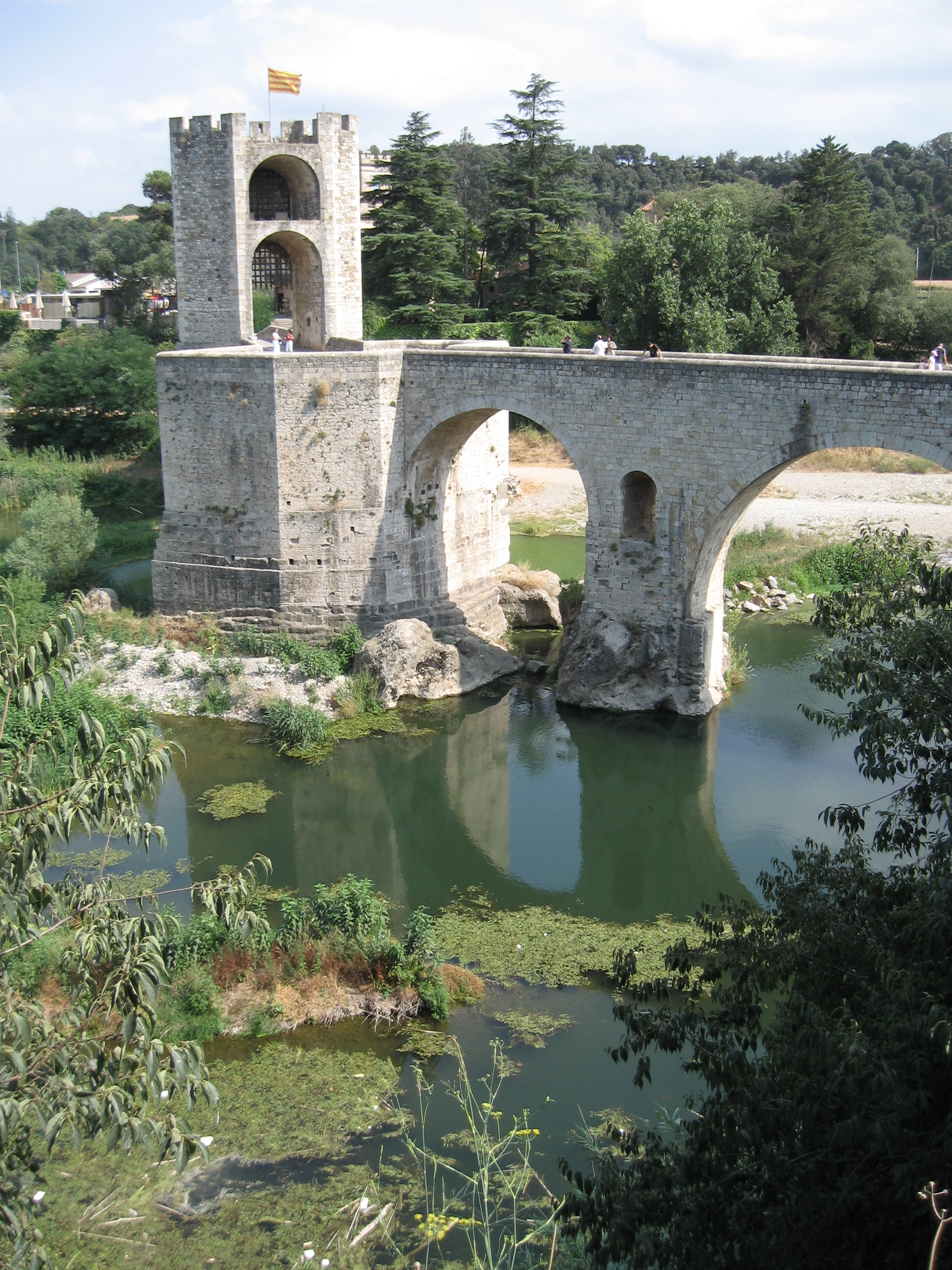
フルビア川に架かる橋